# Utopienale
Die Utopienale ist eine seit 2022 jährlich stattfindende Zukunftskonferenz, die von der Old School – Institute for Contemporary Art in ihrem Stammhaus in Havelberg, Sachsen-Anhalt, mit Partnern, wie der Landesvereinigung kulturelle Kinder- und Jugendbildung Sachsen-Anhalt (LKJ Sachsen-Anhalt), der Freiwilligen-Agentur Altmark oder der Burg Giebichenstein Kunsthochschule Halle, ausgerichtet wird.

## Mitwirkende und Themen
Gründungsmitglieder der Konferenz sind u. a. Azby Brown, Wolf Guenter Thiel und Mieste Hotopp-Riecke. Die Zukunftskonferenz umfasst jeweils ein Set von Workshops zum Thema „Zukunft gestalten“, mehrere Kolloquien und ein zentrales Symposium. Die Konferenzteilnehmenden, zu denen bisher Wissenschaftler, Philosophen, Aktivisten, Sozialarbeiter und Künstler gehörten, werden von Azby Brown, Wolf Guenter Thiel und Gastkuratoren eingeladen. Alle Veranstaltungen, die im Rahmen der Utopienale stattfinden, sind offen für das interessierte Publikum.
Die Gründungsmitglieder verstehen Utopie im Sinne der britischen Soziologin Ruth Levitas als Methode zur Entwicklung alternativer Zukunftsvorstellungen und zur Beförderung von deren Umsetzung. Die Utopienale setzt auf die Kunst als wesentliches Vehikel zur Beförderung dieser utopischen Praxis und dient dem disziplinenübergreifenden Austausch zwischen Kunst, Wissenschaft, Philosophie und Transformationsstudien.
Die Utopienale ist seit Beginn Bestandteil der „Interkulturellen Woche“ und der „Langen Woche der Nachhaltigkeit“ des Landkreises Stendal in Sachsen-Anhalt.

## Utopienale I
Die Konferenz fand erstmals vom 30. September bis zum 2. Oktober 2022 in Havelberg statt und widmete sich in Anlehnung an Ruth Levitas dem Thema der Utopie als Methode. Die Teilnehmenden kamen aus Deutschland, Österreich, Dänemark, Japan, den Niederlanden, Kirgisistan, Syrien und Baschkortostan.

## Utopienale II
Für die zweite Ausgabe der Konferenzreihe, die vom 8. bis zum 10. September 2023 stattfand, waren Gäste aus Deutschland, Brasilien, Georgien, Japan, Südafrika, der Ukraine, dem Iran, den USA und Kanada eingeladen.

## Utopienale III
Unter dem Motto „Carrying Civilization into the Future“ fand vom 20. August bis zum 10. September 2024 die dritte Auflage der Konferenzreihe statt. Als Ausgangspunkt diente die Publikation „Der gute Vorfahr. Langfristiges Denken in einer kurzlebigen Welt“ von Roman Krznaric. Die Teilnehmenden kamen aus Österreich, Belgien, den Niederlanden, Deutschland, Aserbaidschan, Georgien, Japan, den USA und Brasilien. Die Utopienale III ist in der Ausgabe 1/2025 von fair. Magazin für Kunst und Architektur mit dem Titel Utopien versus Dystopien ausführlich dokumentiert.